# Піонтковський Андрій Антонович
Піонтковський Андрій Антонович (3 липня (15 липня) 1862[джерело?], Тираспольський повіт Херсонської губ. — 25 грудня 1915 (7 січня 1916), Казань) — російський вчений-юрист, спеціаліст з кримінального права. 1885 закінчив юридичний факультет Новоросійського університету. Професор кримінального права і судочинства Демидівського юридичного ліцею. З 1899 р. — професор кафедри кримінального права і судочинства Казанського університету. 1914 обраний деканом юрид. фак-ту Казанського ун-ту. Представник соціологічного напряму в науці кримінального права. Одним з перших обґрунтував необхідність запровадження інститутів умовного засудження та умовно-дострокового звільнення у російське кримінальне законодавство.

## Праці
- «Об уголовной давности» (Одесса, 1891) (рос.)
- «Тюрьмоведение, его предмет, задачи и значение» (Одесса, 1892) (рос.)
- «Об условном осуждении или системе испытания. Уголовно-политическое исследование» (Одесса, 1894) (рос.)
- «Условное осуждение в Норвегии» (Одесса, 1895) (рос.)
- «Уголовная политика и условное осуждение» (Одесса, 1895) (рос.)
- «Наука уголовного права» (Ярославль, 1896) (рос.)
- «Исправительно-воспитательные институты в Северной Америке» (Ярославль, 1897) (рос.)
- «Условное освобождение. Уголовно-политическое исследование» (Казань, 1900) (рос.)
- Пионтковский А. А. Условное осуждение в Германском и Австрийском проектах Уголовных уложений. — М., 1911. (рос.)